# 皮漱石
皮 漱石（ひ そうせき、1897年2月1日 - 1978年5月16日）は、元の名を皮金旭といい、洗礼名はイグナチオ。中華人民共和国のカトリック瀋陽教区大司教で、中国天主教愛国会の初代と二代主席を務めた。

## 生涯

### 生い立ち
1897年2月1日、皮漱石は奉天省遼陽県沙嶺村に生まれ、1906年にカトリックの洗礼を受ける。1910年から相次いで奉天教区の小修道院及び神学院で学び、1928年7月1日に司祭に叙階される。その後は神学校で教職につき、1942年に大連西崗天主堂の主任司祭に任じられた。 

### 瀋陽教区大司教
1949年7月26日、教皇ピオ12世は皮漱石を瀋陽大司教区大司教に任命し、10月11日に司教聖別を受けた。彼は瀋陽教区の初の中国人司教で、中国で四人目の中国人大司教であった（前の三人は北京教区大司教田耕莘、南京教区大司教于斌、南昌教区大司教周済世）。彼はその年に教皇庁が任命した6名の中国人司教の一人でもあった（外の5人は四川省万県教区段蔭明、四川省嘉定教区鄧及洲、山西省汾陽教区雷震霞、蘇州教区龔品梅、察哈爾省西湾子教区張克興）。

### 中国天主教愛国会への参加
1956年7月、皮漱石とその他3人の司教（湖北省襄陽教区の易宣化、四川省南充教区の王文成と陝西省盩厔教区の李伯漁）は、北京で中国天主教愛国会準備会議に参加した。同年11月には、「（中国天主教愛国会）準備事務所の全ての仕事を、労苦をいとわず実際の行動で支持せねばならない」と表明した。
1957年7月、彼は中国天主教愛国会第一次会議で初代主席に当選する。1958年から1963年までの間、皮漱石は多くの自選自聖司教の聖別式を司式した。彼により聖別されたのは、済南教区董文隆、周村教区宗懐徳、益都教区賈福善、曹州教区李鳴月（1958年6月1日、済南）、長沙教区熊徳達、澧県教区李震林、常徳教区楊高堅、衡陽教区郭則謙、岳陽教区李樹仁（1958年10月26日、長沙） 、北京教区姚光裕（1959年7月26日） 、上海教区張家樹、杭州教区呉国煥、寧波教区舒其誰、温州教区方志剛（1960年4月27日、上海） 、開封教区何春明、正定教区劉安祉、韶州教区夏学謙、昆明教区孔令忠、太原教区李徳化、汾陽教区高庸、福州教区林泉（1962年1月24日、北京）等である。
1962年1月21日には、中国共産党中央委員会副主席と全国人民代表大会常務委員会委員長であった朱徳と会見した。

### 死去
1978年5月16日、皮漱石は北京で世を去る。81歳であった。5月24日午後に八宝山革命公墓礼堂で追悼会が行われた。遺骨は八宝山革命公墓に安置され、2005年に遼寧鉄嶺天主教公墓に移された。